# Lista de departamentos da província de Salta
A capital da província de Salta é a Cidade de Salta.
A província se dividide administrativamente em 23 departamentos e 57 municípios.

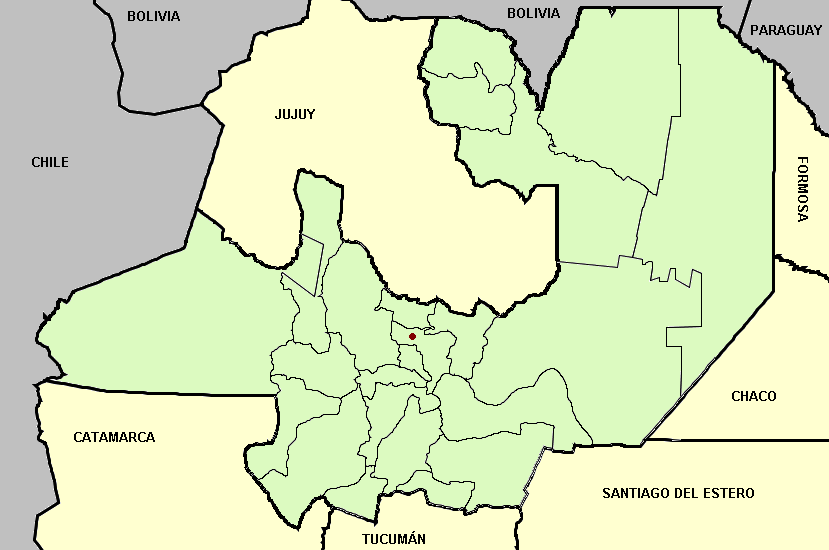
Divisão administrativa da província de Salta e sua capital (ponto vermelho)

| Departamento               | População (2001) | Área       | Cabeceira                  |
| -------------------------- | ---------------- | ---------- | -------------------------- |
| Anta                       | 49.841           | 21.945 km² | Joaquín Víctor González    |
| Cachi                      | 7.280            | 2.925 km²  | Cachi                      |
| Cafayate                   | 11.785           | 1.570 km²  | Cafayate                   |
| Capital                    | 472.971          | 1.722 km²  | Salta                      |
| Cerrillos                  | 26.320           | 640 km²    | Cerrillos                  |
| Chicoana                   | 18.248           | 910 km²    | Chicoana                   |
| General Güemes             | 42.255           | 2.365 km²  | General Güemes             |
| General José de San Martín | 139.204          | 16.257 km² | Tartagal                   |
| Guachipas                  | 3.211            | 2.785 km²  | Guachipas                  |
| Iruya                      | 6.368            | 3.515 km²  | Iruya                      |
| La Caldera                 | 5.711            | 867 km²    | La Caldera                 |
| La Candelaria              | 5.286            | 1.525 km²  | La Candelaria              |
| La Poma                    | 1.735            | 4.447 km²  | La Poma                    |
| La Viña                    | 7.152            | 2.152 km²  | La Viña                    |
| Los Andes                  | 5.630            | 25.636 km² | San Antonio de los Cobres  |
| Metán                      | 39.006           | 5.235 km²  | San José de Metán          |
| Molinos                    | 5.565            | 3.600 km²  | Molinos                    |
| Orán                       | 124.029          | 11.892 km² | San Ramón de la Nueva Orán |
| Rivadavia                  | 27.370           | 25.951 km² | Rivadavia                  |
| Rosario de la Frontera     | 28.013           | 5.402 km²  | Rosario de la Frontera     |
| Rosario de Lerma           | 33.741           | 5.110 km²  | Rosario de Lerma           |
| San Carlos                 | 7.208            | 5.125 km²  | San Carlos                 |
| Santa Victoria             | 11.122           | 3.912 km²  | Santa Victoria             |